# Cecoslovacchia ai Giochi della XXI Olimpiade
La Cecoslovacchia partecipò ai Giochi della XXI Olimpiade che si sono svolti a Montréal dal 17 luglio al 1º agosto 1976, con una delegazione di 163 atleti impegnati in 16 discipline per un totale di 79 competizioni. Portabandiera alla cerimonia d'apertura fu il discobolo Ludvík Daněk, che lo era stato anche nell'edizione precedente. Il bottino della squadra fu di otto medaglie: due d'oro, dua d'argento e quattro di bronzo.

## Medaglie
| Medaglia | Nome                                                           | Sport                   | Evento               |
| -------- | -------------------------------------------------------------- | ----------------------- | -------------------- |
| Oro      | Anton Tkáč                                                     | Ciclismo                | Velocità individuale |
| Oro      | Josef Panáček                                                  | Tiro ai Giochi olimpici | Skeet                |
| Argento  | Jiří Adam Jan Bártů Bohumil Starnovský                         | Pentathlon moderno      | Prova a squadre      |
| Argento  | Vítězslav Mácha                                                | Lotta greco-romana      | Pesi welter          |
| Bronzo   | Helena Fibingerová                                             | Atletica leggera        | Getto del peso       |
| Bronzo   | Oldřich Svojanovský Pavel Svojanovský Ludvík Vébr              | Canottaggio             | Due con              |
| Bronzo   | Jaroslav Hellebrand Vladek Lacina Zdeněk Pecka Václav Vochoska | Canottaggio             | Quattro di coppia    |
| Bronzo   | Jan Bártů                                                      | Pentathlon moderno      | Prova individuale    |

## Risultati

### Pallacanestro
- Uomini

| Atleta | Classifica |
| --- | ---------- |
| V · D · M Nazionale cecoslovacca - Pallacanestro ai Giochi della XXI Olimpiade - Torneo maschile 4 Ptáček · 5 Petr · 6 Konopásek · 7 Sedlák · 8 Kropilák · 9 Kantůrek · 10 Kos · 11 Pospíšil · 12 Padrta · 13 Brabenec · 14 Douša · 15 Hraška · All. Vladimír Heger | 6°         |
| Nazionale cecoslovacca - Pallacanestro ai Giochi della XXI Olimpiade - Torneo maschile |            |
| 4 Ptáček · 5 Petr · 6 Konopásek · 7 Sedlák · 8 Kropilák · 9 Kantůrek · 10 Kos · 11 Pospíšil · 12 Padrta · 13 Brabenec · 14 Douša · 15 Hraška · All. Vladimír Heger                                                                                                  |            |

- Donne

| Atleta | Classifica |
| --- | ---------- |
| V · D · M Nazionale cecoslovacca - Pallacanestro ai Giochi della XXI Olimpiade - Torneo femminile 4 Králíková · 5 Ptáčková · 6 Davidová · 7 Chmelíková · 8 Babková · 9 Kolínská · 10 Polláková · 11 Nechvátalová · 12 Vrbková · 13 Jirásková · 14 Jarošová · 15 Miklošovičová · All. Jindřích Drásal | 4°         |
| Nazionale cecoslovacca - Pallacanestro ai Giochi della XXI Olimpiade - Torneo femminile |            |
| 4 Králíková · 5 Ptáčková · 6 Davidová · 7 Chmelíková · 8 Babková · 9 Kolínská · 10 Polláková · 11 Nechvátalová · 12 Vrbková · 13 Jirásková · 14 Jarošová · 15 Miklošovičová · All. Jindřích Drásal                                                                                                   |            |